# Nikolaus Zmeskall
Nikolaus Zmeskall Edler von Domanovecz (* 20. November 1759 in Lestinye, Komitat Arwa / Königreich Ungarn; † 23. Juni 1833 in Wien) war  Beamter der Ungarischen Hofkanzlei und Komponist.

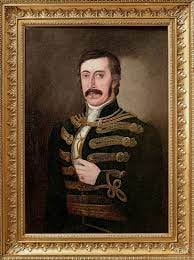
Nikolaus Zmeskall Edler von Domanovecz (Porträt eines unbekannten Malers)

## Leben
Nikolaus Paul Zmeskall Edler von Domanovecz und Lestine entstammte einer aus Schlesien eingewanderten evangelischen Adelsfamilie. Er war der Sohn von Gabriel (Gábor) Zmeskall (* um 1725, † 1764) und dessen aus Neusohl stammenden Ehefrau Anna Catharina Meerwaldt (* 1726, † 11. Februar 1814 in Neusohl). Nach dem frühen Tode des Vaters zog die Mutter mit den Kindern in ihre Heimatstadt Neusohl zurück, wo Nikolaus auch das Gymnasium besuchte. Zwischen 1774 und 1778 setzte er seine Studien in Preßburg und Ofen fort. Danach trat er in den Dienst der königlichen Tafel in Pest und kam nach bestandener Advokatenprüfung 1784 nach Wien, wo er eine Anstellung als Beamter bei der Ungarischen Hofkanzlei erhielt. Am 20. Juni 1825 trat er (krankheitsbedingt) in den Ruhestand.
Zmeskall war ein begeisterter Musikliebhaber. Laut eigener Aussage nahm er bei W. A. Mozart und Johann Georg Albrechtsberger Musikunterricht. Er spielte selbst Violoncello und hinterließ mehrere Streichquartette.
Nikolaus Zmeskall war einer der engsten Freunde von Ludwig van Beethoven, den er bereits Anfang der 1790er Jahre kennenlernte. Zmeskall und Beethoven verband eine konventionslose „Männerfreundschaft“ mit dem man gemütlich im Wirtshaus beim Wein sitzen konnte. Es sind etwa 150 Briefe erhalten geblieben, die Beethoven an Zmeskall schrieb. Schier unerschöpflich sind die Anreden, die Beethoven für den 'Beamten' der Ungarischen Hofkanzlei erfindet, der dem Komponisten auch menschlich und nicht nur als Cellist nahesteht, so z. B.: „Musikgräfl“, „Freßgraf“, „Baron Dreckfahrer“, „ordinärer Federnschneider“ etc. Zmeskall war Beethoven auch bei den „alltäglichen Kleinigkeiten“ des Lebens immer wieder behilflich. Er ist der Ich-Erzähler in Carl von Pidolls Roman Mein Freund Beethoven. Die Erinnerungen des Herrn Nikolaus Zmeskall von Domanovetz.

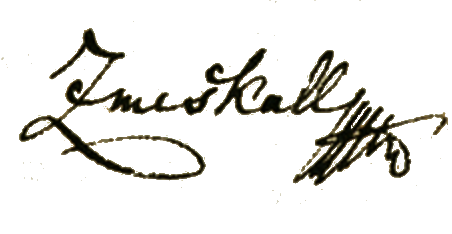
Zmeskalls Unterschrift

Im musikalischen Leben Wiens spielte Zmeskall eine herausragende Rolle. In seiner Wiener Wohnung veranstaltete er 'Musikalische Akademien' an denen auch viele musikalische Virtuosen der damaligen Zeit teilnahmen. Hier hatte Beethoven auch die Möglichkeit seine Streichquartette zu proben. Im Jahre 1813 war Zmeskall Gründungsmitglied der Gesellschaft der Musikfreunde in deren Musikarchiv sich auch heute noch Teile seines Nachlasses befinden.
Er ist der Widmungsempfänger von Haydns Streichquartetten op. 20 (Artaria-Neuausgabe von 1800) und von Beethovens Streichquartett f-Moll op. 95 (1810/11, gedruckt 1816). Daneben widmete ihm Anton Halm seine Sonate für Klavier und Violoncello op. 52 (nach 1824).
Nikolaus Zmeskall starb nach langer Krankheit am 23. Juni 1833 in Wien.